# Pochodna funkcji

Wykres funkcji narysowanej na czarno i linii stycznej do tej funkcji, narysowanej na czerwono. Nachylenie linii stycznej jest równe pochodnej funkcji w zaznaczonym punkcie.

Pochodna funkcji – nieformalnie: miara szybkości funkcji, czyli tempa zmian jej wartości względem zmian jej argumentów. Dokładna definicja pochodnej zależy od kontekstu, ponieważ pojęcie to stosuje się do funkcji różnego typu; jednak w każdym z tych przypadków pochodna to granica ilorazu różnicowego dla zerowego mianownika.
Dziedziną rozważanej funkcji może być podzbiór przestrzeni euklidesowej dowolnego wymiaru, inna rozmaitość różniczkowalna lub płaszczyzna zespolona, a zbiorem wartości mogą być oś rzeczywista, zbiór wektorów kartezjańskich lub także liczby zespolone. W niektórych przypadkach pochodna jest pojedynczą liczbą rzeczywistą lub zespoloną, a w innych – całym wektorem (kolumną); za to pochodne wyższych rzędów (iterowane) mogą być nawet macierzami i to wielowskaźnikowymi jak tensory.
Od czasu wprowadzenia w XVII w. pochodne odgrywają ogromną rolę w całej analizie matematycznej i poza nią. Są podstawowym narzędziem znajdowania ekstremów i przegięć, badania monotoniczności i wypukłości funkcji, rozwijania ich w szereg potęgowy (szereg Taylora), obliczania rozmaitych przybliżeń (metody numeryczne), a podstawowe twierdzenie rachunku całkowego mówi, że przez odwrócenie operacji pochodnej – czyli znalezienie funkcji pierwotnej – można wykonać całkowanie w sensie oznaczonym, m.in. obliczając rozmaite pola powierzchni, długości krzywych, objętości, prawdopodobieństwa i inne miary. Dodatkowo pochodna formalna jest narzędziem stosowanym w algebrze wielomianów traktowanych abstrakcyjnie, w oderwaniu od zmiennych rzeczywistych czy zespolonych.
Za pomocą pochodnych definiuje się podstawowe wielkości fizyczne jak prędkość chwilowa, chwilowe przyspieszenie i wyższe pochodne położenia po czasie, natężenie prądu elektrycznego, rozmaite gradienty i inne. Przez to podstawowe równania fizyki teoretycznej są na ogół równaniami różniczkowymi – wiążącymi szukaną zależność (funkcję) z jej pochodnymi.

## Pochodna funkcji zmiennej rzeczywistej o wartościach rzeczywistych

Animacja, która daje intuicyjny pomysł na pochodną, ponieważ „zmiana” funkcji zmienia się, gdy zmienia się argument.

Niech {\displaystyle y=f(x)} będzie funkcją rzeczywistą zmiennej rzeczywistej {\displaystyle x} określoną w otoczeniu punktu {\displaystyle x_{0}}. Pochodną funkcji {\displaystyle f(x)} w punkcie {\displaystyle x_{0}} nazywamy granicę (o ile istnieje):
{\displaystyle \lim _{\Delta x\to 0}{\frac {f(x_{0}+\Delta x)-f(x_{0})}{\Delta x}},}
co symbolicznie zapisuje się w jednej z postaci:
{\displaystyle \lim _{\Delta x\to 0}{\frac {\Delta y}{\Delta x}},\;{\frac {dy}{dx}},\;{\frac {d}{dx}}f(x_{0}),\;f'(x_{0}),\;y'(x_{0})},
We wzorze tym:
- {\displaystyle \Delta x} jest przyrostem zmiennej niezależnej {\displaystyle x,}
- {\displaystyle \Delta y=f(x_{0}+\Delta x)-f(x_{0})} jest przyrostem zmiennej zależnej {\displaystyle y,}
- Wyrażenie {\displaystyle {\frac {f(x_{0}+\Delta x)-f(x_{0})}{\Delta x}}={\frac {\Delta y}{\Delta x}}} nazywa się ilorazem różnicowym; jest on funkcją przyrostu zmiennej niezależnej.

Jeżeli przyjmie się, że {\displaystyle x=x_{0}+\Delta x,} to pochodną w punkcie {\displaystyle x_{0}} można zapisać następująco:
{\displaystyle \lim _{x\to x_{0}}~{\frac {f(x)-f(x_{0})}{x-x_{0}}}.}
Często w publikacjach przyrost {\displaystyle \Delta x} oznacza się literą {\displaystyle h.} Wtedy pochodna jest równa:
{\displaystyle \lim _{h\to 0}~{\frac {f(x_{0}+h)-f(x_{0})}{h}}.}
Jeśli funkcja {\displaystyle f} ma pochodną dla każdego elementu swej dziedziny {\displaystyle U,} to można rozważać odwzorowanie przypisujące każdemu argumentowi, jego pochodną dla tego elementu. Przekształcenie to nazywa się funkcją pochodną funkcji {\displaystyle f} lub krótko: pochodną {\displaystyle f;} w dalszej części artykułu będzie ono oznaczane symbolem {\displaystyle f'} – pozostałe oznaczenia opisano w oddzielnej sekcji – w ten sposób {\displaystyle f'(x)} oznaczać będzie pochodną funkcji {\displaystyle f} dla argumentu {\displaystyle x;} w tym wypadku {\displaystyle f'} również jest funkcją zmiennej rzeczywistej o wartościach rzeczywistych.

### Własności funkcji pochodnej
- iloczyn pochodnej przez stałą

{\displaystyle (af)'(x)=af'(x),}
- pochodna sumy funkcji (addytywność)

{\displaystyle (f+g)'(x)=f'(x)+g'(x),}
- pochodna iloczynu funkcji (reguła Leibniza)

{\displaystyle (fg)'(x)=f'(x)g(x)+f(x)g'(x),}
- pochodna złożenia funkcji (reguła łańcuchowa)

{\displaystyle f'(x)=h'{\big (}g(x){\big )}g'(x),\quad {\text{ dla }}\quad f(x)=h(g(x)),}
- pochodna funkcji odwrotnej

{\displaystyle \left(f^{-1}\right)'(y)={\big (}f'(x){\big )}^{-1},\quad {\text{ o ile }}\quad f'(x)\neq 0,f(x)=y}
- pochodna odwrotności funkcji (reguła odwrotności)

{\displaystyle \left({\tfrac {1}{g(x)}}\right)'={\frac {-g'(x)}{g^{2}(x)}},\quad {\text{ o ile }}\quad g(x)\neq 0,}
- pochodna ilorazu funkcji (reguła ilorazu)

{\displaystyle \left({\tfrac {f(x)}{g(x)}}\right)'={\frac {f'(x)g(x)-f(x)g'(x)}{g^{2}(x)}},\quad {\text{ o ile }}\quad g(x)\neq 0.}
Pochodna jako operator – czyli odwzorowanie na zbiorze funkcji różniczkowalnych – ma zbiory niezmiennicze, między innymi:
- wielomiany – pochodna wielomianu jest wielomianem;
- funkcje wymierne;
- różniczkowalne funkcje okresowe.

### Pochodne niektórych funkcji elementarnych
Istnieje pewien zestaw funkcji uważanych za elementarne, które wykorzystuje się do obliczania pochodnych bardziej skomplikowanych funkcji i ich złożeń; niech {\displaystyle a} oznacza stałą, zaś {\displaystyle n} będzie liczbą naturalną, wówczas:
- funkcje stałe[b] i funkcje potęgowe[c][d],
{\displaystyle (a)'=0,\qquad \qquad (x^{n})'=nx^{n-1},}
- funkcje wykładnicze[e] i logarytmiczne[f]
{\displaystyle {\begin{matrix}\left(e^{x}\right)'=e^{x},&\qquad (a^{x})'=a^{x}\ln a,\quad {\text{dla }}a>0\\(\ln x)'={\frac {1}{x}},&\qquad (\log _{a}x)'={\frac {1}{x\ln a}},\end{matrix}}}
- funkcje trygonometryczne[g]
{\displaystyle (\sin x)'=\cos x,\qquad (\cos x)'=-\sin x,}
{\displaystyle (\operatorname {tg} x)'=\sec ^{2}x={\tfrac {1}{\cos ^{2}x}}=1+\operatorname {tg} ^{2}x.}
- funkcje cyklometryczne[h],
{\displaystyle (\arcsin x)'={\tfrac {1}{\sqrt {1-x^{2}}}},}
{\displaystyle (\arccos x)'=-{\tfrac {1}{\sqrt {1-x^{2}}}},}
{\displaystyle (\operatorname {arctg} x)'={\tfrac {1}{1+x^{2}}},}
{\displaystyle (\operatorname {arcctg} x)'=-{\tfrac {1}{1+x^{2}}}}

wszędzie, gdzie powyższe wzory mają sens.

### Inne przykłady pochodnych
Pochodna o własności {\displaystyle f'(x)=f^{-1}(x)} istnieje i zachodzi dla funkcji {\displaystyle f(x)={\sqrt[{\varphi }]{\frac {1}{\varphi }}}x^{\varphi }} (przy sprawdzeniu korzystamy z równości {\displaystyle 1/\varphi =\varphi -1} oraz {\displaystyle 1=1/\varphi +1/\varphi ^{2}}) – we wzorze tym pojawia się złoty podział.

## Pochodne wyższego rzędu
Jeżeli pochodna funkcji {\displaystyle f\colon (a,b)\to \mathbb {R} } istnieje w każdym punkcie przedziału otwartego {\displaystyle (a,b),} to otrzymujemy funkcję {\displaystyle f'\colon (a,b)\to \mathbb {R} ,} taką że
{\displaystyle x\mapsto f'(x)} dla {\displaystyle x\in (a,b).}
Funkcję tę nazywamy pierwszą pochodną funkcji {\displaystyle f.} Ta funkcja może być również różniczkowalna w każdym punkcie przedziału {\displaystyle (a,b).} Różniczkując ją, otrzymujemy drugą pochodną funkcji {\displaystyle f{:}}
{\displaystyle x\mapsto f''(x)} dla {\displaystyle x\in (a,b).}
Oznaczamy to następująco:
{\displaystyle f''(x)=f^{(2)}(x)=(f'(x))'} lub {\displaystyle y''=(y')'.}
Ogólnie pochodną rzędu {\displaystyle n} określamy rekurencyjnie:
{\displaystyle f^{(n)}(x)=(f^{(n-1)}(x))'} lub {\displaystyle y^{(n)}=(y^{(n-1)})'.}

### Przykłady
1. {\displaystyle (e^{x})^{(n)}=e^{x}}
2. {\displaystyle (x^{n})'=nx^{n-1},} {\displaystyle (x^{n})''=n(n-1)x^{n-2},\dots ,}
3. {\displaystyle (x^{n})^{(n)}=n!,(x^{n})^{(n+1)}=0}
4. {\displaystyle (a^{x})^{(n)}=a^{x}\ln ^{n}a}
5. {\displaystyle (\sin x)^{(n)}=\sin(x+{\frac {\pi n}{2}})}
6. {\displaystyle (\cos x)^{(n)}=\cos \left(x+{\frac {\pi n}{2}}\right)}
7. {\displaystyle (\ln x)^{(n)}=-1^{(n-1)}\cdot {\frac {(n-1)!}{x^{n}}}}
8. {\displaystyle n}-tą pochodną iloczynu funkcji można wyrazić za pomocą pochodnych czynników oraz współczynników Newtona wzorem:

{\displaystyle (uv)^{(n)}=\sum _{k=0}^{n}C_{n}^{k}u^{n-k}v^{k}.}

## Zastosowania w fizyce

### Prędkość chwilowa
Załóżmy, że ciało porusza się wzdłuż prostej tak że {\displaystyle s=f(t)} oznacza zależność współrzędnej {\displaystyle s} ustalonego punktu ciała od czasu {\displaystyle t.} Droga przebyta przez to ciało w przedziale czasu {\displaystyle [t,t+\Delta t]} wynosi
{\displaystyle \Delta s=f(t+\Delta t)-f(t).}
Prędkością średnią na tym odcinku jest wielkość:
{\displaystyle v_{sr}={\frac {\Delta s}{\Delta t}}={\frac {f(t+\Delta t)-f(t)}{\Delta t}}.}
Prędkość chwilowa w momencie {\displaystyle t} jest równa:
{\displaystyle v=\lim _{\Delta t\to 0}{\frac {\Delta s}{\Delta t}}=f'(t).}

### Natężenie prądu
Prąd elektryczny jest to uporządkowany ruch ładunków elektrycznych wzdłuż przewodnika. Niech {\displaystyle \Delta Q} oznacza ładunek przepływający przez ustalony przekrój przewodnika w czasie {\displaystyle \Delta t.} Wówczas wielkość
{\displaystyle I_{sr}={\frac {\Delta Q}{\Delta t}}}
nazywa się średnim natężeniem prądu.
Chwilowym natężeniem prądu jest wielkość:
{\displaystyle I={\frac {dQ}{dt}}(t)=\lim _{\Delta t\to 0}{\frac {\Delta Q}{\Delta t}}.}

### Gęstość rozkładu masy
Załóżmy, że mamy pręt o długości {\displaystyle L,} taki że masa części tego pręta liczona od początku do punktu {\displaystyle x\in [0,L]} dana jest funkcją {\displaystyle M(x).} Wtedy masa zawarta w przedziale {\displaystyle [x,x+\Delta x]} wynosi:
{\displaystyle \Delta M=M(x+\Delta x)-M(x).}
Średnia gęstość masy na tym przedziale jest równa:
{\displaystyle {\overline {\mu }}(x)={\frac {\Delta M}{\Delta x}}.}
W granicy
{\displaystyle \lim _{\Delta x\to 0}{\frac {\Delta M}{\Delta x}}=M'(x)=\mu (x)}
otrzymuje się gęstość masy w punkcie {\displaystyle x}.
Pojęcie gęstości masy jest używane w rachunku prawdopodobieństwa i statystyce. Np. dla zmiennej losowej zależnej od jednej zmiennej przyjmuje się, że „masa” liczona od {\displaystyle -\infty } do {\displaystyle +\infty } jest równa 1 i definiuje się gęstość masy (lub gęstość prawdopodobieństwa) wzdłuż prostej.

## Geometryczny sens pochodnej

### Styczna do wykresu funkcji

Proste, które mają lokalnie jeden punkt wspólny z krzywą
Prosta nieprzecinająca krzywej w jednym punkcie, ale będąca styczną.
Prosta przecinająca krzywą w jednym punkcie będąca styczną.
Prosta przecinająca krzywą w jednym punkcie niebędąca styczną.

Elementarna definicja stycznej do okręgu jako prostej mającej dokładnie jeden (tzn. jeden i tylko jeden) punkt z nim wspólny nie jest wystarczający dla innych krzywych (patrz rysunki powyżej).

Styczna w punkcie jako granica siecznych

Styczna i sieczna do krzywej Γ.

W matematyce styczną do krzywej w punkcie {\displaystyle P} (patrz rysunek obok) jest prosta, będąca granicą siecznych do krzywej przechodzących przez punkty {\displaystyle P} i {\displaystyle Q,} gdy {\displaystyle Q} dąży do {\displaystyle P.} Granica ta nie zawsze istnieje, ale jej istnienie związane jest z istnieniem pochodnej funkcji wyznaczającej tę krzywą.
Niech będzie dana funkcja ciągła {\displaystyle y=f(x)} na przedziale otwartym {\displaystyle (a,b).} Jej wykres Γ (kolor czerwony na rysunku) jest nazywany krzywą ciągłą. Współczynnik kierunkowy siecznej (kolor niebieski na rysunku) przechodzącej przez punkty {\displaystyle A=(x,f(x))} i {\displaystyle B=(x+\Delta x,f(x+\Delta x))} należące do przedziału {\displaystyle (a,b)} jest równy (patrz rysunek obok):
{\displaystyle \operatorname {tg} \beta ={\frac {\Delta y}{\Delta x}}={\frac {f(x+\Delta x)-f(x)}{\Delta x}}.}
Wtedy współczynnik kierunkowy stycznej w punkcie {\displaystyle A} (kolor zielony na rysunku) jest równy:
{\displaystyle \operatorname {tg} \alpha =\lim _{\beta \to \alpha }\operatorname {tg} \beta =\lim _{\Delta x\to 0}{\frac {\Delta y}{\Delta x}}=f'(x).}

## Różniczka funkcji

Zaznaczona niebieskim kolorem styczna do funkcji dla argumentu tj. w punkcie wraz z zaznaczonymi różniczkami.

Różniczka funkcji {\displaystyle f\colon (a,b)\to \mathbb {R} } w punkcie {\displaystyle x_{0}\in (a,b)} to funkcja liniowa {\displaystyle L\colon \mathbb {R} \to \mathbb {R} } (tzn. dana wzorem {\displaystyle L(h)=ah}) taka, że przyrost funkcji w punkcie {\displaystyle x_{0}} da się zapisać w postaci
{\displaystyle f(x_{0}+h)-f(x_{0})=L(h)+r(h),}
gdzie reszta {\displaystyle r} ma własność
{\displaystyle \lim _{h\to 0}{\frac {r(h)}{h}}=0.}
Wynika z tego, że różniczka funkcji to najlepsze liniowe przybliżenie przyrostu funkcji.
Funkcję {\displaystyle L} oznacza się {\displaystyle Df(x_{0}),\ df(x_{0}),\ d_{x_{0}}f} lub podobnie. Różniczka funkcji jest ważnym pojęciem, ponieważ stanowi punkt wyjścia do zdefiniowania pochodnej funkcji {\displaystyle f\colon \mathbb {R} ^{n}\to \mathbb {R} ^{m}.}
Równoważnie różniczkę {\displaystyle Df(x_{0})} można zdefiniować jako funkcję liniową {\displaystyle L\colon \mathbb {R} \to \mathbb {R} } taką, że
{\displaystyle \lim _{h\to 0}{\frac {f(x_{0}+h)-f(x_{0})-L(h)}{h}}=0.}

### Twierdzenie o związku pomiędzy różniczką i pochodną
Zachodzi następujące twierdzenie:
Funkcja {\displaystyle f\colon (a,b)\to \mathbb {R} } jest różniczkowalna w punkcie {\displaystyle x_{0}\in (a,b)} wtedy i tylko wtedy, gdy ma w tym punkcie różniczkę {\displaystyle L.} Ponadto różniczka jest określona jednoznacznie i jest dana wzorem {\displaystyle L(h)=f'(x_{0})h}.
Dowód. Załóżmy, że {\displaystyle f} jest różniczkowalne w punkcie {\displaystyle x_{0},} tzn. istnieje pochodna {\displaystyle f'(x_{0}).} Definiujemy funkcję {\displaystyle L\colon \mathbb {R} \to \mathbb {R} } wzorem
{\displaystyle L(h):=f'(x_{0})h}
oraz funkcję {\displaystyle r} określoną w pewnym otoczeniu punktu {\displaystyle x_{0}} (tzn. dla {\displaystyle h} na tyle małych, że {\displaystyle x_{0}+h\in (a,b)}) wzorem
{\displaystyle r(h):=f(x_{0}+h)-f(x_{0})-L(h).}
Widzimy, że przyrost {\displaystyle f} da się przedstawić w postaci
{\displaystyle f(x_{0}+h)-f(x_{0})=L(h)+r(h).}
Ponadto reszta {\displaystyle r} ma własność
{\displaystyle \lim _{h\to 0}{\frac {r(h)}{h}}=\lim _{h\to 0}{\frac {f(x_{0}+h)-f(x_{0})-L(h)}{h}}=\lim _{h\to 0}{\frac {f(x_{0}+h)-f(x_{0})-f'(x_{0})h}{h}}=\lim _{h\to 0}{\frac {f(x_{0}+h)-f(x_{0})}{h}}-f'(x_{0})=0.}
Wynika z tego, że {\displaystyle L} dane wzorem {\displaystyle L(h)=f'(x_{0})h} jest różniczką funkcji {\displaystyle f} w punkcie {\displaystyle x_{0}.}
Na odwrót: załóżmy, że funkcja {\displaystyle f} ma w punkcie {\displaystyle x_{0}} różniczkę {\displaystyle L} daną wzorem
{\displaystyle L(h)=ah.}
Wówczas
{\displaystyle \lim _{h\to 0}{\frac {f(x_{0}+h)-f(x_{0})}{h}}=\lim _{h\to 0}{\frac {L(h)+r(h)}{h}}=a+\lim _{h\to 0}{\frac {r(h)}{h}}=a.}
Czyli funkcja {\displaystyle f} jest różniczkowalna w punkcie {\displaystyle x_{0}.} Ponadto {\displaystyle f'(x_{0})=a} i różniczka jest dana wzorem
{\displaystyle L(h)=f'(x_{0})h.} {\displaystyle \blacksquare }

### Postać kanoniczna różniczki
W szczególności można badać różniczkę funkcji identycznościowej {\displaystyle \mathrm {id} _{\mathbb {R} }} na {\displaystyle \mathbb {R} ,} tzn. funkcji {\displaystyle \mathrm {id} _{\mathbb {R} }\colon \mathbb {R} \to \mathbb {R} } danej wzorem
{\displaystyle \mathrm {id} _{\mathbb {R} }(x):=x.}
Funkcja {\displaystyle \mathrm {id} _{\mathbb {R} }} jest różniczkowalna na całym {\displaystyle \mathbb {R} } i jak wynika z treści poprzedniego podrozdziału jej różniczka jest dana wzorem
{\displaystyle D\mathrm {id} _{\mathbb {R} }(x_{0})(h)=h}
dla każdego {\displaystyle x_{0}\in \mathbb {R} .}
Z tego, a także z treści poprzedniego podrozdziału wynika, że różniczkę dowolnej funkcji {\displaystyle f\colon \mathbb {R} \to \mathbb {R} } różniczkowalnej w punkcie {\displaystyle x_{0}} można w tym punkcie zapisać w postaci
{\displaystyle Df(x_{0})=f'(x_{0})D\mathrm {id} _{\mathbb {R} }(x_{0}),}
którą nazywamy postacią kanoniczną.
Oznaczając {\displaystyle Df(x_{0})} przez {\displaystyle df(x_{0}),} a {\displaystyle D\mathrm {id} _{\mathbb {R} }(x_{0})} przez {\displaystyle dx,} można powyższemu wzorowi nadać klasyczną postać
{\displaystyle df(x_{0})=f'(x_{0})dx.}

### Przybliżanie przyrostu funkcji za pomocą różniczki
Z definicji i z twierdzenia o związku pomiędzy różniczką i pochodną wynika, że różniczkę można wykorzystać do przybliżania przyrostu funkcji {\displaystyle f\colon (a,b)\to \mathbb {R} }
{\displaystyle \Delta f:=f(x_{0}+\Delta x)-f(x_{0})\approx df(x_{0})(\Delta x)=f'(x_{0})\Delta x}
dla dowolnego {\displaystyle \Delta x\in \mathbb {R} } na tyle małego, że {\displaystyle x_{0}+\Delta x\in (a,b).} Przybliżenie to jest tym lepsze im mniejsze jest {\displaystyle \Delta x} co do wartości bezwzględnej.

### Przykład zastosowania różniczek
Jeśli:
{\displaystyle {\sqrt[{3}]{27{,}005}}\approx {\sqrt[{3}]{27}}=3,}
to błąd jest w przybliżeniu równy różniczce funkcji {\displaystyle y=x^{1/3}} w punkcie {\displaystyle x=27,} odpowiadającego przyrostowi {\displaystyle \Delta x=0{,}005{:}}
{\displaystyle dy={\frac {1}{3}}x^{-2/3}\Delta x={\frac {1}{3}}27^{-2/3}\cdot 0{,}005={\frac {1}{5400}}\approx 0{,}0002.}

## Badanie zmienności funkcji

### Pochodna a monotoniczność funkcji, ekstrema i punkty przegięcia
Z twierdzenia Lagrange’a wynikają następujące własności pochodnej:
Jeżeli funkcja {\displaystyle f\colon (a,b)\to \mathbb {R} } jest różniczkowalna, to
1. Jeśli {\displaystyle \forall _{x\in (a,b)}f'(x)>0,} to {\displaystyle f} jest funkcją rosnącą na {\displaystyle (a,b).}
2. Jeśli {\displaystyle \forall _{x\in (a,b)}f'(x)\geqslant 0,} to {\displaystyle f} jest funkcją niemalejącą na {\displaystyle (a,b).}
3. Jeśli {\displaystyle \forall _{x\in (a,b)}f'(x)<0,} to {\displaystyle f} jest funkcją malejącą na {\displaystyle (a,b).}
4. Jeśli {\displaystyle \forall _{x\in (a,b)}f'(x)\leqslant 0,} to {\displaystyle f} jest funkcją nierosnącą na {\displaystyle (a,b).}
5. Jeśli {\displaystyle \forall _{x\in (a,b)}f'(x)=0,} to {\displaystyle f} jest funkcją stałą na {\displaystyle (a,b).}

Z własności tych wynika, że ważnymi punktami dziedziny funkcji różniczkowalnej są miejsca zerowe jej pochodnej. Ponieważ funkcja różniczkowalna jest funkcją ciągłą, więc jeśli funkcja jest określona na przedziale otwartym, to zbiory rozwiązań nierówności {\displaystyle f'>0} i {\displaystyle f'<0} są sumami przedziałów otwartych.
Zbiór miejsc zerowych pochodnej jest zbiorem domkniętym. Miejsca zerowe pierwszej pochodnej są bardzo ważne w badaniu funkcji. W praktyce obliczeniowej funkcje na ogół mają skończoną lub przeliczalną liczbę miejsc zerowych, które dzielą dziedzinę na przedziały otwarte, w których pochodna jest stale dodatnia lub stale ujemna. Wtedy każde miejsce zerowe albo oddziela dwa przedziały, na których pochodna przyjmuje jednakowe znaki, albo różne znaki. Stąd wynikają następujące definicje.
- Funkcja {\displaystyle f\colon (a,b)\to \mathbb {R} } przyjmuje w punkcie {\displaystyle x_{0}} maksimum, jeśli istnieje takie otoczenie tego punktu {\displaystyle (x_{0}-\delta ,x_{0}+\delta )\subset (a,b),} że dla każdego {\displaystyle x\in (x_{0}-\delta ,x_{0})\cup (x_{0},x_{0}+\delta )} zachodzi nierówność {\displaystyle f(x)<f(x_{0})}[15].

Dla funkcji różniczkowalnej oznacza to, że jeśli pochodna funkcji {\displaystyle f} jest:
dodatnia w przedziale {\displaystyle (x_{0}-\delta ,x_{0}),}
równa zero w {\displaystyle x_{0},}
ujemna w przedziale {\displaystyle (x_{0},x_{0}+\delta ),}
to funkcja {\displaystyle f} ma w {\displaystyle x_{0}} maksimum.
- Funkcja {\displaystyle f\colon (a,b)\to \mathbb {R} } przyjmuje w punkcie {\displaystyle x_{0}} minimum, jeśli istnieje takie otoczenie tego punktu {\displaystyle (x_{0}-\delta ,x_{0}+\delta )\subset (a,b),} że dla każdego {\displaystyle x\in (x_{0}-\delta ,x_{0})\cup (x_{0},x_{0}+\delta )} zachodzi nierówność {\displaystyle f(x)>f(x_{0})}[15].

Dla funkcji różniczkowalnej oznacza to, że jeśli pochodna funkcji {\displaystyle f} jest:
ujemna w przedziale {\displaystyle (x_{0}-\delta ,x_{0}),}
równa zero w {\displaystyle x_{0},}
dodatnia w przedziale {\displaystyle (x_{0},x_{0}+\delta ),}
to funkcja {\displaystyle f} ma w {\displaystyle x_{0}} minimum.
Minima i maksima funkcji nazywamy jej ekstremami.
- Funkcja {\displaystyle f\colon (a,b)\to \mathbb {R} } ma w punkcie {\displaystyle x_{0}} punkt przegięcia, jeśli jej pochodna ma ścisłe ekstremum lokalne w {\displaystyle x_{0}.}

### Schemat badania zmienności funkcji
Przed narysowaniem wykresu funkcji {\displaystyle f\colon (a,b)\to \mathbb {R} } należy:
1. Znaleźć dziedzinę funkcji. Znaleźć granice funkcji w punktach brzegu dziedziny.
2. Znaleźć miejsca zerowe pochodnej funkcji oraz punkty, w których pochodna funkcji nie istnieje lub jest równa {\displaystyle \pm \infty .} Obliczyć wartości funkcji w tych punktach i stwierdzić, czy w tych punktach funkcja przyjmuje minimum lub maksimum.
3. Na każdym z przedziałów wyznaczonych przez miejsca zerowe pochodnej ustalić, czy funkcja jest rosnąca, czy malejąca.
4. Zbadać istnienie punktów przegięcia funkcji.
5. Rozwiązać, jeśli to możliwe, równanie {\displaystyle f(x)=0} oraz ustalić przedziały, w których funkcja ma stały znak.
6. Znaleźć asymptoty funkcji.

## Pochodna funkcji wielu zmiennych

### Pochodne cząstkowe
W przypadku funkcji wielu zmiennych {\displaystyle f\colon \mathbb {R} ^{n}\to \mathbb {R} } możliwe jest ustalenie {\displaystyle n-1} jej argumentów i traktowanie jej jako funkcji jednej zmiennej – pochodną względem tej zmiennej nazywa się „pochodną cząstkową”. Jeśli {\displaystyle \mathrm {x} \mapsto f(\mathrm {x} ),} gdzie {\displaystyle \mathrm {x} =(x_{1},\dots ,x_{n}),} to pochodną cząstkową funkcji {\displaystyle f} względem jej {\displaystyle i}-tej współrzędnej {\displaystyle x_{i}} nazywa się wartość granicy
{\displaystyle {\frac {\partial f}{\partial x_{i}}}(\mathrm {x} ):=\lim _{h\to 0}{\frac {f(x_{1},\dots ,x_{i}+h,\dots ,x_{n})-f(x_{1},\dots ,x_{n})}{h}},}
o ile istnieje i jest skończona. W zapisie wektorowym powyższą granicę można zapisać wzorem
{\displaystyle \lim _{h\to 0}{\frac {f(\mathrm {x} +h\mathbf {e} _{i})-f(\mathrm {x} )}{h}},}
gdzie {\displaystyle \mathbf {e} _{i}=(0,\dots ,1,\dots ,0)} jest wektorem z jedynką na {\displaystyle i}-tej współrzędnej i samymi zerami poza tym.
Powyższą definicję można uogólnić zastępując {\displaystyle \mathbf {e} _{i}} dowolnym wektorem jednostkowym {\displaystyle \mathbf {u} .} Prowadzi to do definicji pochodnej kierunkowej wzdłuż {\displaystyle \mathbf {u} ,} mianowicie:
{\displaystyle {\frac {\partial f}{\partial \mathbf {u} }}(\mathrm {x} ):=\lim _{h\to 0}{\frac {f(\mathrm {x} +h\mathbf {u} )-f(\mathrm {x} )}{h}}.}
Jeśli {\displaystyle \mathbf {u} =u_{1}\mathbf {e} _{1}+\ldots +u_{n}\mathbf {e} _{n}} jest wektorem jednostkowym, to pochodna kierunkowa funkcji {\displaystyle f} wzdłuż {\displaystyle \mathbf {u} } jest równa
{\displaystyle {\frac {\partial f}{\partial \mathbf {u} }}(\mathrm {x} )={\frac {\partial f}{\partial x_{1}}}(\mathrm {x} )u_{1}+\ldots +{\frac {\partial f}{\partial x_{n}}}(\mathrm {x} )u_{n}.}

### Pochodne zupełne

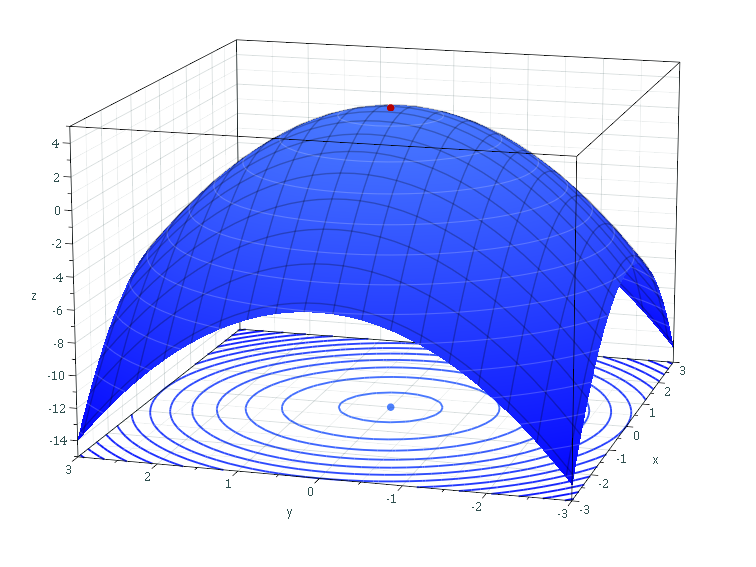
Paraboloida, która jest wykresem funkcji w czerwonym punkcie ma maksimum; w punkcie tym zerują się pochodne w dowolnym kierunku, co jest warunkiem koniecznym istnienia maksimum.

Dowolną funkcję {\displaystyle \mathrm {f} \colon \mathbb {R} ^{n}\to \mathbb {R} ^{m}} można rozłożyć na funkcje współrzędnych {\displaystyle f_{1},\dots ,f_{m}\colon \mathbb {R} ^{n}\to \mathbb {R} ,} przyjmując {\displaystyle \mathrm {f} =(f_{1},\dots ,f_{m}).} Jeżeli funkcje te są różniczkowalne w każdym kierunku, co jest równoważne istnieniu ich wszystkich pochodnych cząstkowych, to funkcję {\displaystyle \mathrm {f} } nazywa się różniczkowalną w słabym sensie; przedstawieniem tej pochodnej we współrzędnych za pomocą odpowiadającej jej macierzy przekształcenia liniowego jest tzw. macierz Jacobiego.
Mogłoby się wydawać, że definicja słabej pochodnej jest w zupełności zadowalająca, jednak w przypadku funkcji wielowymiarowych należy zwrócić uwagę na zjawiska związane z większą liczbą wymiarów: istnieją przykładowo funkcje, które mają pochodne we wszystkich kierunkach (równoważnie: mają wszystkie pochodne cząstkowe, zob. ostatni ustęp poprzedniej sekcji), czyli wzdłuż prostych, lecz nie mają pochodnych wzdłuż innych krzywych – problem ten nie istnieje w przypadku funkcji zmiennej rzeczywistej, gdzie granicę można obliczać wyłącznie wzdłuż krzywych leżących na prostej.
Definicja pochodnej funkcji wielu zmiennych {\displaystyle \mathrm {f} } stanowiącą rozwiązanie tego problemu naśladuje definicję „różniczkową” dla funkcji rzeczywistej (zob. Związek z różniczką). Pochodną w mocnym sensie funkcji {\displaystyle \mathrm {f} } dla argumentu punktowego {\displaystyle \mathrm {x} \in \mathbb {R} ^{n}} nazywa się takie przekształcenie liniowe {\displaystyle \mathrm {A_{x}} \colon \mathbb {R} ^{n}\to \mathbb {R} ^{m},} dla którego zachodzi
{\displaystyle \lim _{|\mathbf {h} |\to 0}~{\frac {{\big |}\mathrm {f} (\mathrm {x} +\mathbf {h} )-\mathrm {f} (\mathrm {x} )-\mathrm {A_{x}} (\mathbf {h} ){\big |}}{|\mathbf {h} |}}=0,}
gdzie {\displaystyle |\cdot |} oznacza moduł odpowiednich wektorów; odwzorowanie {\displaystyle \mathbf {h} \mapsto \mathrm {A_{x}} (\mathbf {h} ),} podobnie jak w przypadku jednowymiarowym, nazywa się różniczką (w mocnym sensie) funkcji {\displaystyle \mathrm {f} }. Rolę funkcji pochodnej pełni tu więc odwzorowanie {\displaystyle \mathrm {A} \colon \mathbb {R} ^{n}\to \mathrm {L} (\mathbb {R} ^{n},\mathbb {R} ^{m})} przestrzeni współrzędnych w przestrzeń liniową przekształceń liniowych (por. przestrzeń funkcyjna przekształceń liniowych) dane wzorem {\displaystyle \mathrm {x} \mapsto \mathrm {A_{x}} ,} tj. przypisujące punktowi przekształcenie liniowe.
Istnienie pochodnej w silnym sensie pochodnej pociąga istnienie pochodnej w słabym sensie; jeżeli jednak funkcja jest różniczkowalna w słabym sensie i wszystkie jej pochodne cząstkowe (kierunkowe) są ciągłe, to funkcja jest różniczkowalna w silnym sensie w sposób ciągły (tzn. jest klasy {\displaystyle \mathrm {C} ^{1}}). Oba rodzaje pochodnych mają wiele własności pochodnej funkcji rzeczywistej, np. liniowość, czy zachodzenie reguły łańcuchowej. Bezpośrednie generalizacje pojęć pochodnych w słabym/silnym sensie, tj. pochodne Gâteaux/Frécheta, opisano w Uogólnieniach.

## Przegląd stosowanych oznaczeń
Notacja Newtona

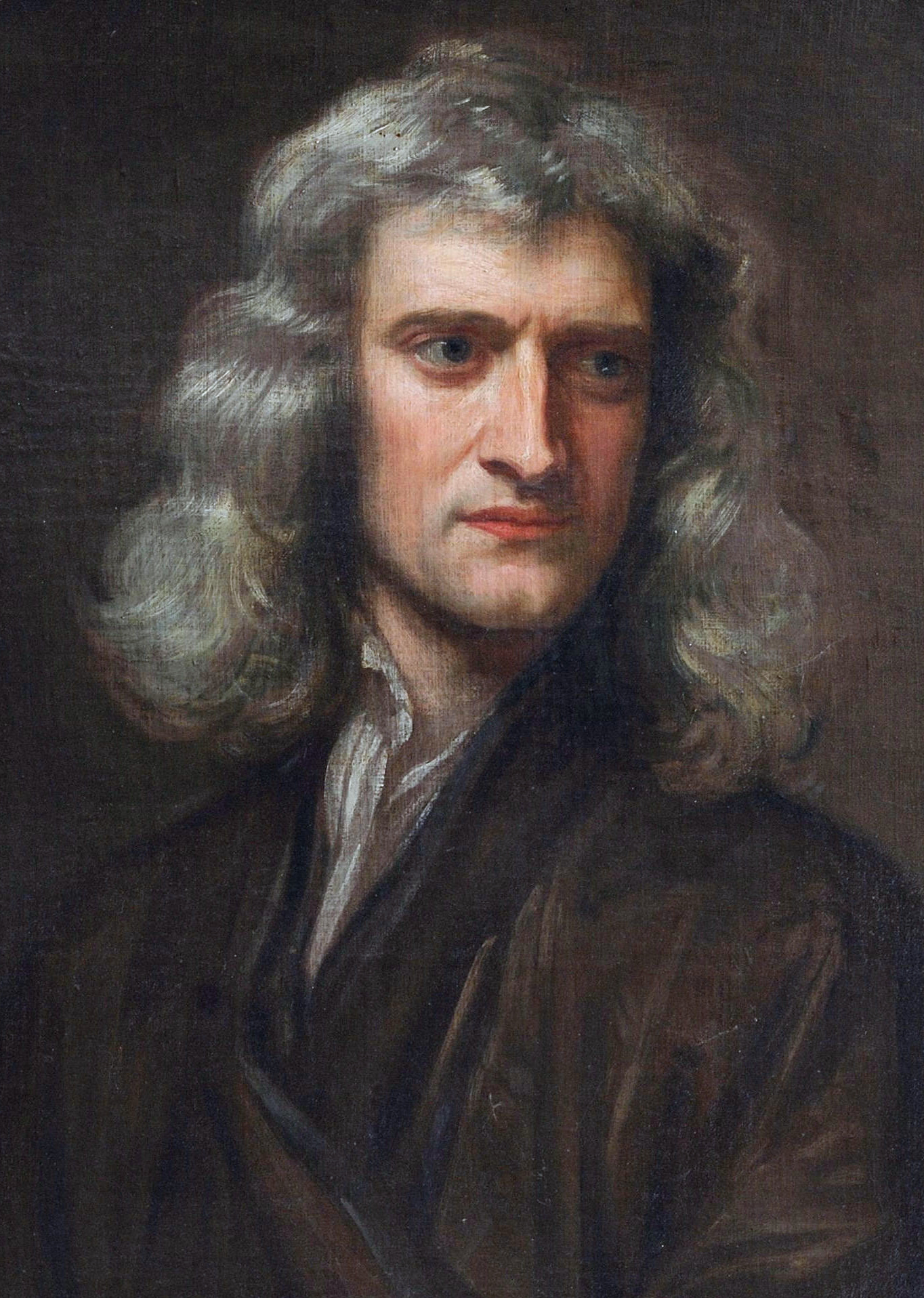
Isaac Newton, jeden z twórców rachunku różniczkowego; pochodną nazywał on fluksją, zmienną zaś fluentą.

Notacja Isaaca Newtona wykorzystuje kropkę umieszczoną nad nazwą funkcji, która w domyśle jest funkcją argumentu czasowego, zwyczajowo oznaczanego literą {\displaystyle t;} częstokroć wykorzystuje się ją do zapisu równań różniczkowych i ich zastosowaniach fizycznych, np. do opisu położenia {\displaystyle x(t),y(t),z(t)} jako funkcji {\displaystyle x,y,z} z ukrytym parametrem czasowym {\displaystyle t.}
Pierwsze dwie pochodne funkcji {\displaystyle x} (względem {\displaystyle t}) zapisuje się wtedy symbolami
{\displaystyle {\dot {x}}\quad {\text{ oraz }}\quad {\ddot {x}},}
przy czym niekiedy dodaje się kolejne kropki i choć notacja nie spełnia należycie swej roli przy pochodnych wyższych rzędów, to w praktyce przydatnych jest tylko kilka rzędów pochodnych.
Notacja Leibniza

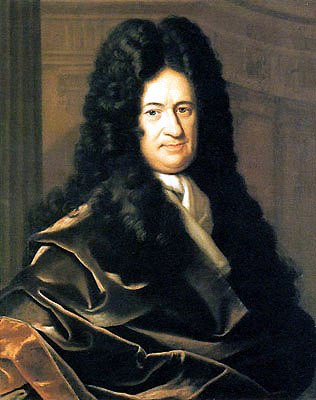
Przez długie lata Leibniz wiódł spór z Newtonem o pierwszeństwo odkrycia rachunku różniczkowego.

Jednym z najwcześniejszych sposobów zapisu jest ten pochodzący od Gottfrieda Wilhelma Leibniza, w której pochodną funkcji {\displaystyle f} względem zmiennej {\displaystyle x} oznacza się za pomocą ułamka
{\displaystyle {\frac {\mathrm {d} f}{\mathrm {d} x}},\quad {\text{ czy }}\quad {\frac {\mathrm {d} }{\mathrm {d} x}}f.}
Niegdyś pochodną interpretowano jako iloraz różniczek zmiennych zależnej i niezależnej: różniczki funkcji {\displaystyle \mathrm {d} f(x,h)=\mathrm {d} f(x,\mathrm {d} x)} i różniczki {\displaystyle h=\mathrm {d} x,} choć dziś to różniczkę definiuje się za pomocą pochodnej, {\displaystyle \mathrm {d} f(x,\mathrm {d} x)=f'(x)\mathrm {d} x,} w skrócie {\displaystyle \mathrm {d} f=f'(x)\mathrm {d} x,} co prowadzi bezpośrednio do powyższej notacji. Mimo wszystko operowanie różniczkami w przedstawiony sposób wymaga uwagi ze względu na możliwość wyciągnięcia błędnych wniosków w ich wyniku, dlatego dziś oznaczenia te traktuje się zwykle jako napisy formalne, nierozerwalną całość.
Wyrażenie {\displaystyle {\frac {\mathrm {d} }{\mathrm {d} x}}} można uważać za operator brania pochodnej działający na funkcji {\displaystyle f,} co znajduje odzwierciedlenie we drugim ze wzorów, dzięki czemu drugą pochodną można zapisać jako
{\displaystyle {\frac {\mathrm {d} }{\mathrm {d} x}}\left({\frac {\mathrm {d} f}{\mathrm {d} x}}\right)={\frac {\mathrm {d} ^{2}f}{(\mathrm {d} x)^{2}}},}
przy czym wyrażenie {\displaystyle \mathrm {d} x} w mianowniku przyjęto traktować jako całość, dzięki czemu można pominąć nawias przy „potęgowaniu”,
{\displaystyle {\frac {\mathrm {d} ^{n}f}{\mathrm {d} x^{n}}},\quad {\frac {\mathrm {d} ^{n}}{\mathrm {d} x^{n}}}f}
dla pochodnej {\displaystyle n}-tego rzędu.
Do powyższych napisów dodaje się często argument funkcji {\displaystyle f,} czy też jej funkcji pochodnej, stąd spotyka się również napisy postaci
{\displaystyle {\frac {\mathrm {d} f(x)}{\mathrm {d} x}},\quad {\frac {\mathrm {d} f}{\mathrm {d} x}}(x)\quad {\text{ oraz }}\quad {\frac {\mathrm {d} }{\mathrm {d} x}}f(x)}
i analogicznie dla pochodnych wyższego rzędu. Notacja ta służy czasami oznaczeniu pochodnej funkcji {\displaystyle f} w punkcie {\displaystyle x=a} (symbol {\displaystyle x} w nawiasach zamienia się wtedy na {\displaystyle a}), jednak może on sugerować, iż {\displaystyle a} jest argumentem funkcji {\displaystyle f.} Drugim sposobem oznaczania pochodnej w punkcie jest
{\displaystyle \left.{\frac {\mathrm {d} f}{\mathrm {d} x}}\right|_{x=a}}
i analogiczne jw. napisy z różnymi pozycjami funkcji {\displaystyle f,} jej argumentu i rzędami.
Zapis Leibniza wskazuje w mianowniku zmienną różniczkowania – nabiera to znaczenia w pochodnych cząstkowych i pomaga zapamiętać regułę łańcuchową,
{\displaystyle {\frac {\mathrm {d} y}{\mathrm {d} x}}={\frac {\mathrm {d} y}{\mathrm {d} u}}{\frac {\mathrm {d} u}{\mathrm {d} x}},}
twierdzenie o pochodnej funkcji odwrotnej,
{\displaystyle {\frac {\mathrm {d} x}{\mathrm {d} y}}={\frac {1}{\frac {\mathrm {d} y}{\mathrm {d} x}}},}
czy wzór na całkowanie przez części,
{\displaystyle \int f\mathrm {d} x=\int f{\frac {\mathrm {d} x}{\mathrm {d} u}}\mathrm {d} u.}
Notacja Eulera

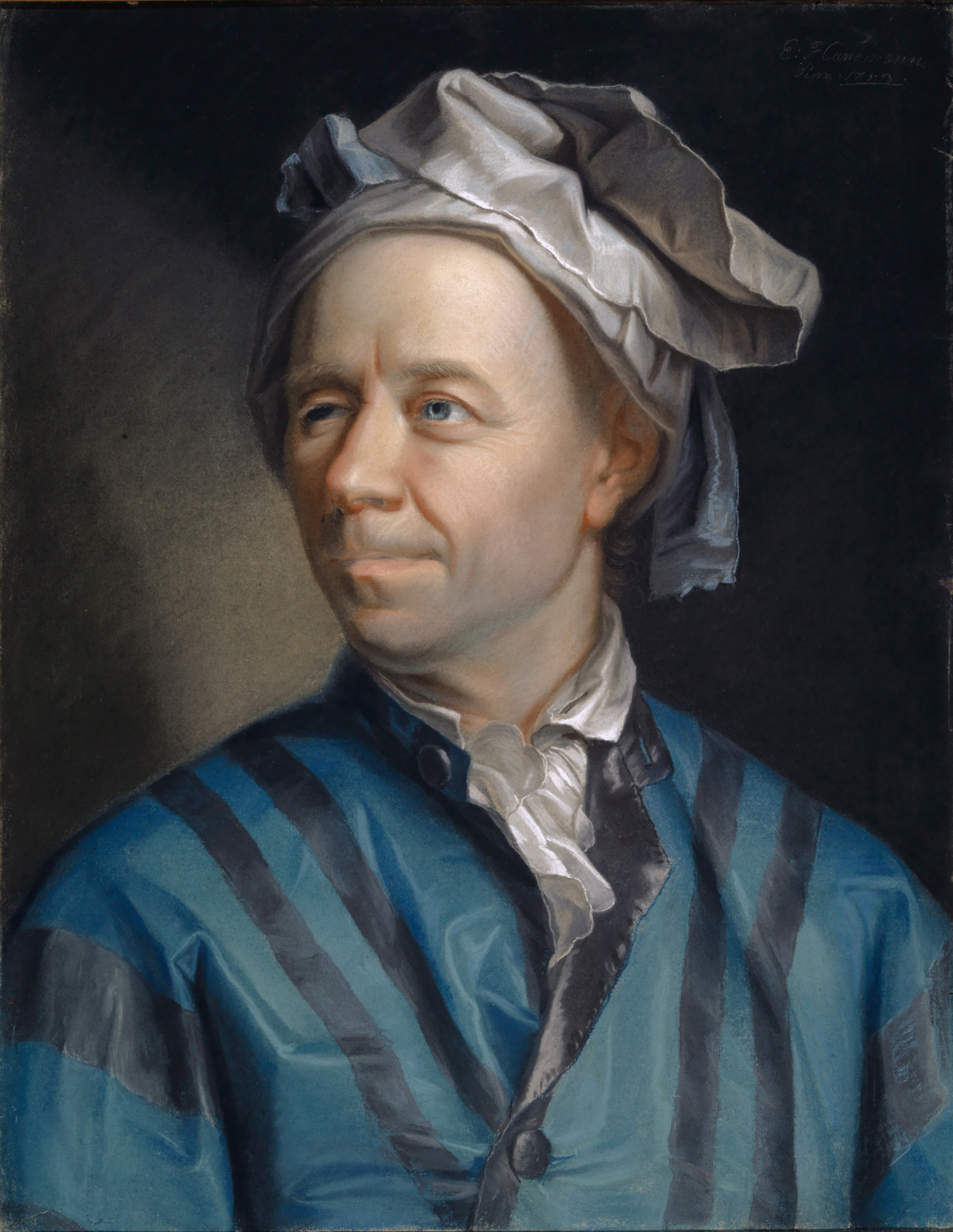
Leonhard Euler połączył rachunek różniczkowy Leibniza z metodą fluksji Newtona, dając duży wkład w rozwój tej teorii.

Pochodząca od Leonharda Eulera notacja wykorzystuje symbol operatora różniczkowego {\displaystyle \mathrm {D} ,} który zastosowany do funkcji {\displaystyle f} daje jej pierwszą pochodną {\displaystyle \mathrm {D} f;} drugą oznacza się w naturalny sposób {\displaystyle \mathrm {D} ^{2}f,} a {\displaystyle n}-tą za pomocą symbolu {\displaystyle \mathrm {D} ^{n}f.} Jest ona wygodna do opisu zadania i rozwiązania liniowych równań różniczkowych.
Notacja Lagrange’a

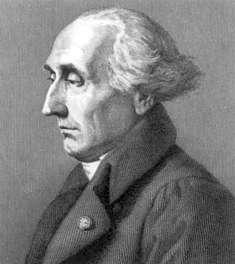
Prace Lagrange’a miały wielki wpływ na Cauchy’ego, Jacobiego i Weierstrassa uważanych za twórców współczesnej analizy matematycznej.

Notacja używana w tym artykule pochodzi od Josepha Louisa Lagrange’a, wykorzystuje się w niej symbole prim »′«, bis »″« i ter »‴« (nie należy ich mylić z cudzysłowami i apostrofami) po oznaczeniu funkcji, np.
{\displaystyle f',\quad f'',\quad f'''.}
Czwartą pochodną oznacza się jeszcze niekiedy symbolem quater »⁗«, jednak zwykle począwszy od czwartej w miejscu poprzednich umieszcza się liczby w rzymskim systemie ich zapisywania, np.
{\displaystyle f^{\mathrm {iv} },\quad f^{\mathrm {v} },\quad f^{\mathrm {vi} },\quad \dots ,}
bądź liczby arabskie w nawiasie,
{\displaystyle f^{(4)},\quad f^{(5)},\quad f^{(6)},\quad \dots ,}
co umożliwia oznaczenie {\displaystyle n}-tej pochodnej jako {\displaystyle f^{(n)},} co ułatwia opis funkcji pochodnej (w powyższych napisach dodaje się argument funkcji po oznaczeniu pochodnej). Ta notacja jest używana do opisu szeregów nieskończonych, takich jak szeregu Taylora.
Funkcje wielu zmiennych
W przypadku funkcji wielu zmiennych można korzystać z każdej z powyższych notacji, choć zwykle unika się sposobu zapisu pochodzącego od Newtona. Zapis pochodnych cząstkowych wymaga wskazania zmiennych różniczkowania i ich kolejności (co czyni się często, wypisując je w indeksie dolnym), np. dla funkcji {\displaystyle f(x,y,z,t),} jej (mieszana) pochodna cząstkowa czwartego rzędu wzięta względem zmiennej {\displaystyle t,} następnie względem {\displaystyle y,} potem względem {\displaystyle x} i raz jeszcze względem {\displaystyle y} może być oznaczona symbolami
{\displaystyle f_{tyxy}^{(4)}=f_{tyxy},\quad \mathrm {D} _{tyxy}f.}
Popularna jest też notacja pochodząca od Adriena-Marie Legendre’a i rozpropagowaną przez Carla Gustava Jakoba Jacobiego, naśladująca niejako symbolikę Leibniza, w której korzysta się z symbolu ∂ zamiast litery {\displaystyle \mathrm {d} ,} co ma na celu podkreślenie innej natury tych obiektów, np.
{\displaystyle {\frac {\partial ^{4}f}{\partial t\partial y\partial x\partial y}}=\partial _{tyxy}f.}
Z symbolu tego korzysta się również do oznaczania macierzy Jacobiego (lub jej wyznacznika, tzw. jakobianu, jeśli jest kwadratowa); np. dla funkcji {\displaystyle \mathrm {g} (\mathrm {x} ),} gdzie {\displaystyle \mathrm {g} =(g_{1},\dots ,g_{m})} oraz {\displaystyle \mathrm {x} =(x_{1},\dots ,x_{n})} jest to
{\displaystyle {\frac {\partial \mathrm {g} }{\partial \mathrm {x} }}={\frac {\partial (g_{1},\dots ,g_{m})}{\partial (x_{1},\dots ,x_{n})}}.}

## Uogólnienia
Wzięcie granic jednostronnych w danym punkcie w definicji pochodnej funkcji {\displaystyle \mathbb {R} \to \mathbb {R} } nazywa się pochodnymi jednostronnymi; dalsze osłabienie definicji poprzez branie granic dolnych i górnych daje tzw. pochodne Diniego.
Subpochodna i subróżniczka (podpochodna i podróżniczka) to uogólnienie pochodnej na funkcje wypukłe – opisują one wszystkie styczne w danym punkcie wykresu wspomnianych funkcji, przez to nie są one liczbami, lecz ich zbiorami.
W przypadku liczb zespolonych {\displaystyle \mathbb {C} } definicje pochodnych dla funkcji {\displaystyle \mathbb {R} \to \mathbb {R} } przenoszą się bez zmian na funkcje {\displaystyle \mathbb {C} \to \mathbb {C} ;} pochodną takiej funkcji nazywa pochodną zespoloną. Zasadniczą różnicą między pochodnymi tych dwóch rodzajów funkcji jest fakt, iż funkcje holomorficzne, czyli funkcje zespolone mające pochodną zespoloną w pewnym zbiorze otwartym, są w nim analityczne (zob. Pochodne pochodnych). Jako przestrzenie liniowe równego wymiaru {\displaystyle \mathbb {R} ^{2}} oraz {\displaystyle \mathbb {C} } mają tę samą strukturę (są izomorficzne nad {\displaystyle \mathbb {R} }), jednakże {\displaystyle \mathbb {C} } jest bogatsza o operacje mnożenia i dzielenia przez wektory (jest algebrą, a nawet ciałem). Dzięki temu pochodną zespoloną na {\displaystyle \mathbb {C} } można traktować jako wzmocniony wariant mocnej pochodnej na {\displaystyle \mathbb {R} ^{2};} warunkiem koniecznym i dostatecznym zgodności tych pojęć są równania Cauchy’ego-Riemanna, czyli wymaganie, by pochodna w sensie rzeczywistym opisywała liczbę zespoloną (macierz Jacobiego reprezentowała liczbę zespoloną, zob. równokątność różniczki zespolonej), zaś różniczka – mnożenie przez nią, a nie tylko dowolne przekształcenie liniowe.
Pochodna Frécheta jest bezpośrednim uogólnieniem pojęcia pochodnej w silnym sensie funkcji wielu zmiennych na unormowane przestrzenie liniowe, z kolei pochodna Gâteaux uogólnia pochodną w słabym sensie na jeszcze ogólniejsze przestrzenie liniowo-topologiczne lokalnie wypukłe (przykładami obu są np. przestrzenie Banacha), w szczególności pokrywają się ona z odpowiednio pochodnymi w silnym i słabym sensie dla przestrzeni współrzędnych.
Odpowiednikiem pochodnej w silnym sensie dla funkcji między rozmaitościami różniczkowymi jest odwzorowanie styczne będące odwzorowaniem między przestrzeniami stycznymi ustalonego punktu i jego obrazu – jest to możliwe dzięki zapisaniu przestrzeni stycznych w ustalonej bazie, tzn. wyrażeniu ich za pomocą izomorficznych z nimi przestrzeni współrzędnych, gdzie zdefiniowana jest pochodna w silnym sensie. Rolę funkcji pochodnej pełni w tym wypadku odpowiednia funkcja między wiązkami stycznymi (w przypadku funkcji między unormowanymi przestrzeniami liniowymi ich przestrzenie styczne pokrywają się z tymi przestrzeniami, a wiązka styczna jest trywialna).
Kolejne pochodne nie są przekształceniami liniowymi (muszą opisywać geometrię, której nie da się opisać za pomocą struktur liniowych), nie są określone między wiązkami stycznymi (zawierają one informację o danej przestrzeni i pochodnych kierunkowych), a ponadto nie uzyskuje się ich poprzez branie pochodnej funkcji pochodnych niższego rzędu. Ich analogonem są tzw. strumienie (dżety) oraz ich wiązki. Związek między pochodną zupełną i cząstkowymi funkcji znajduje odzwierciedlenie w związku strumienia {\displaystyle k}-tego rzędu funkcji z jego pochodnymi cząstkowymi rzędu nie mniejszego niż {\displaystyle k.}
Dla wielomianu bądź szeregu możliwe jest zdefiniowanie pochodnej bez odwoływania się do pojęcia granicy, korzystając jedynie ze wzoru, który uzyskuje się w analizie z podanej w tym artykule definicji – nazywa się ją pochodną formalną; definicja ta umożliwia uprawianie dużej części analizy w oparciu o algebrę bez odwoływania się do topologii.
Rozszerzeniem pojęcia pochodnej na funkcje lokalnie całkowalne (a więc nawet niekoniecznie ciągłe) jest tzw. słaba pochodna, której idea opiera się na metodzie całkowania przez części – nie są one wyznaczone jednoznacznie; znajduje ona przede wszystkim zastosowanie przy poszukiwaniu tzw. słabych rozwiązywań równań różniczkowych cząstkowych.
W teorii miary rozpatruje się tzw. pochodną Radona-Nikodýma, która opisuje prędkość zmian gęstości jednej miary względem innej zupełnie analogicznie jak ma to miejsce w przypadku z wyznacznika macierzy Jacobiego dla funkcji wielowymiarowych (zob. Pochodne zupełne).